# Ancien Cloître Quartier
Ancien Cloître Quartier is een wijk in Parijs op het Île de la Cité.
Ten noorden van de Notre-Dame ligt een doolhof van straatjes die 'Buurt van de Oude Kloostergang' wordt genoemd. Hier bevond zich in de middeleeuwen de kloostergang van de kathedraal, waar de kanunniken verbonden aan het kathedrale kapittel gezamenlijk woonden. Vanaf de 11e of 12e eeuw gaven ze het gemeenschappelijke leven op, waarna in deze buurt kanunnikenhuizen werden gebouwd. De huizen lagen binnen de claustrale singel, het gebied waarin de immuniteit van het kapittel gold. Ook woonden hier studenten aan de kathedraalschool en het seminarie van de kathedraal. Het buurtje kon van de buitenwereld worden afgesloten door middel van een drietal poorten.
De buurt bestaat nog steeds uit nauwe straatjes met goed onderhouden middeleeuwse huizen. Veel huizen in de Rue des Chantres en de Rue des Ursins hebben tuinen of binnenplaatsen met keien.

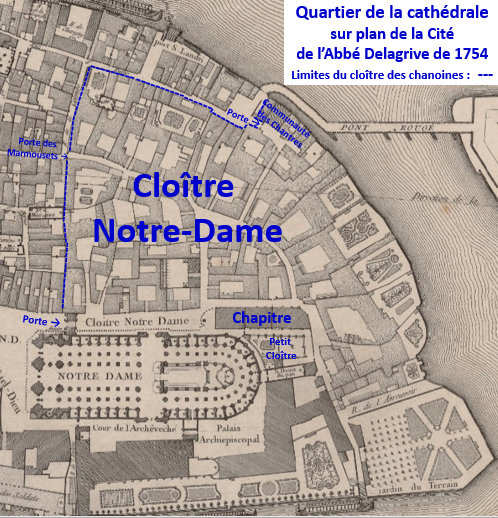
Begrenzing van de claustrale singel van het Ancien Cloître Quartier op een kaart uit 1754
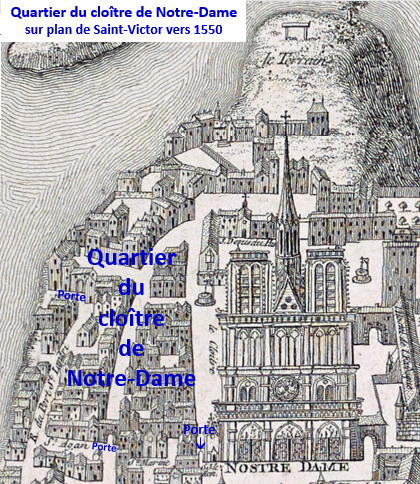
Idem op een vogelvluchtperspectief uit ca. 1550
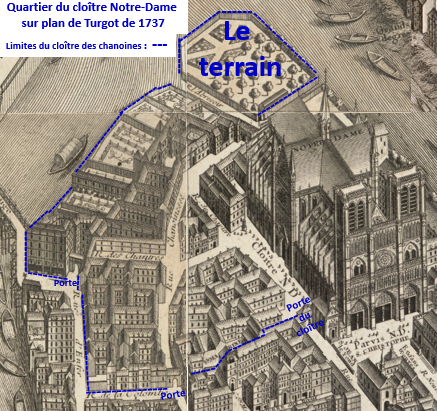
Idem op een vogelvluchtperspectief uit 1737